# Джованні П'ячентіні
Джованні П'ячентіні (італ. Giovanni Piacentini, нар. 9 квітня 1968, Модена) — італійський футболіст, що грав на позиції півзахисника.
Виступав, зокрема, за «Рому» та «Фіорентину», а також молодіжну збірну Італії.

## Клубна кар'єра

П'ячентіні (ліворуч) у грі за «Фіорентину» 10 вересня 1995

У дорослому футболі дебютував 1984 року виступами за команду клубу «Модена», в якій провів три сезони, взявши участь у 68 матчах чемпіонату і у 1986 році вийшов з командою з Серії С1 в Серію Б. Після цього протягом 1987—1989 років захищав кольори іншого клубу Серії Б «Падова».
Своєю грою за останню команду привернув увагу представників тренерського штабу «Роми», до складу якого приєднався 1989 року, де і дебютував у Серії А. Відіграв за «вовків» наступні шість сезонів своєї ігрової кар'єри. Більшість часу, проведеного у складі «Роми», був основним гравцем команди, зігравши 144 матчі в Серії А, а єдиний гол у чемпіонаті забив 1993 року в римському дербі з «Лаціо» (1:1) ударом з-за меж штрафного майданчика. У 1991 році виборов титул володаря Кубка Італії, втім у обох фінальних іграх на поле не виходив. Через два роки у фіналах 1993 року вже був основним гравцем, втім римляни програли трофей «Торіно».
Того ж року перейшов до «Фіорентини», з якою 1996 році став володарем Кубка та Суперкубка Італії. У сезоні 1998/99 грав за «Аталанту», а завершив професійну ігрову кар'єру у клубі «Болонья», де виступав протягом 1999—2001 років і забив свій другий і останній гол у вищому дивізіоні, також ударом здалеку у ворота «Мілану». Всього за кар'єру провів у Серії А 11 сезонів, провівши 255 ігор.

## Виступи за збірну
1990 року залучався до складу молодіжної збірної Італії, з якою став півфіналістом молодіжного чемпіонату Європи 1990 року. Всього на молодіжному рівні зіграв у 3 офіційних матчах.

## Титули і досягнення
- Володар Кубка Італії (2):

«Рома»: 1990–1991
«Фіорентина»: 1995–1996
- Володар Суперкубка Італії (1):

«Фіорентина»: 1996